# Eugen Ruiz de Roxas

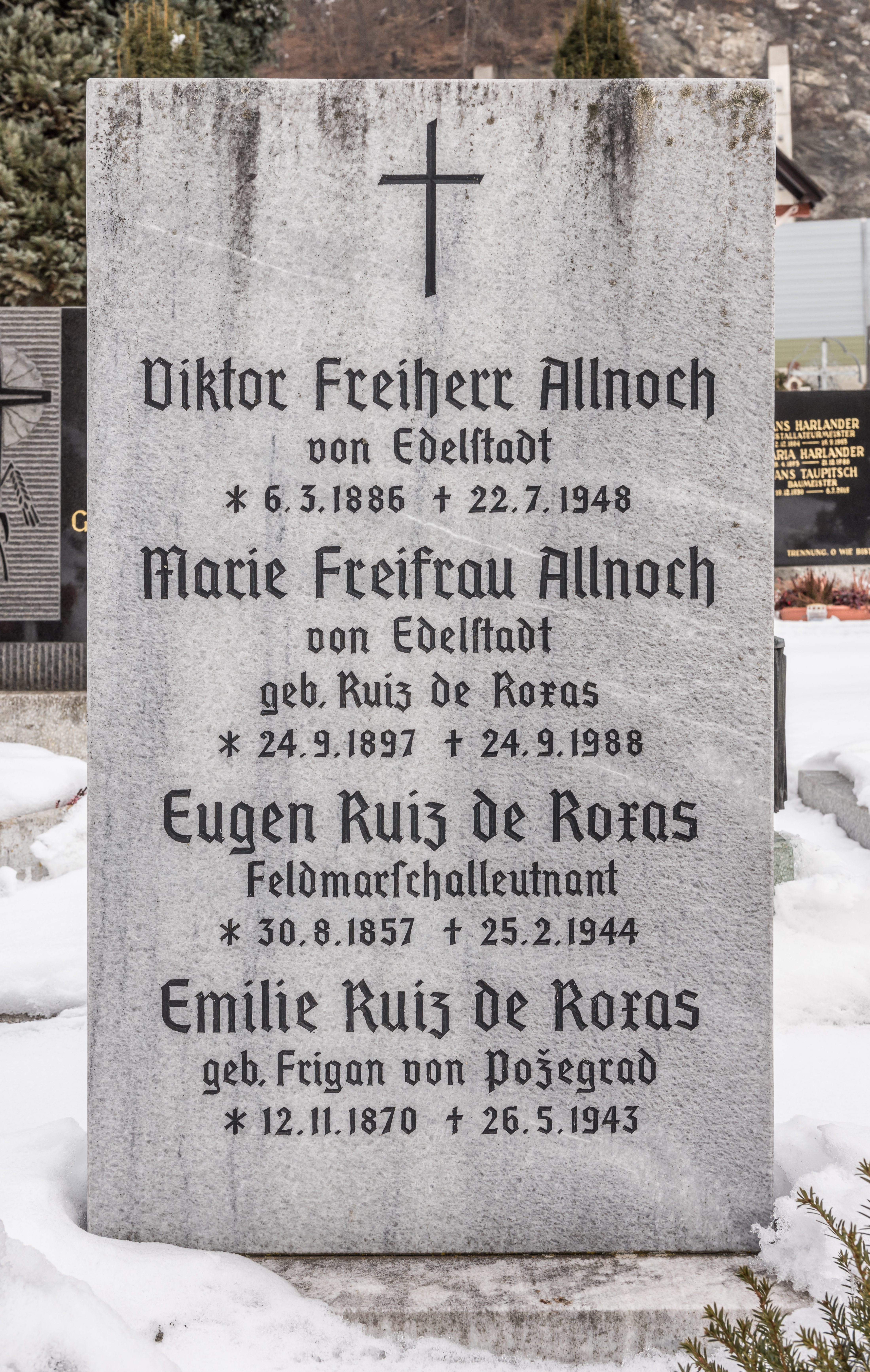
Piatra funerară a generalului Eugen Ruiz de Roxas

Eugen Ruiz de Roxas (n. 30 august 1857 – d. 25 februarie 1944) a fost unul dintre generalii Armatei Austro-Ungare din Primul Război Mondial.  
A îndeplinit funcția de comandant al Diviziei 1 Cavalerie austro-ungară, în campania acesteia din România, având gradul de general maior.:p. 184

## Legături externe
- Eugen Riuz de Roxas